# Thrasychirus gulosus
Espèce
Synonymes
- Enantiobunus spinulosus Mello-Leitão, 1931

Thrasychirus gulosus est une espèce d'opilions eupnois de la famille des Neopilionidae.

## Distribution
Cette espèce se rencontre au Chili dans la région de Magallanes et en Argentine dans la province de Terre de Feu,.

## Description
Le mâle holotype mesure 4 mm.

## Systématique et taxinomie
Cette espèce a été décrite par Simon en 1884.
Enantiobunus spinulosus a été placée en synonymie par Ringuelet en 1959.

## Publication originale
- Simon, 1884 : « Arachnides recueillis par la mission du Cap Horn en 1882–1883. » Bulletin de la Société Zoologique de France, vol. 9, p. 117–144 (texte intégral).